# Andrew Bonar Law
Andrew Bonar Law (Rexton, 16 september 1858 - Londen, 30 oktober 1923) was een Brits staatsman en Premier van het Verenigd Koninkrijk. Hij was lid van de Conservative Party.

## Levensloop
Andrew Bonar Law werd geboren in Rexton, een dorp in Canada. Toen hij 2 jaar was, stierf zijn moeder. Toen hij 12 was verhuisde hij naar Glasgow. Na de Universiteit van Glasgow bezocht te hebben, dit wekte zijn interesse voor politiek en debat, werkte hij voor verschillende bedrijven. Bonar Law trouwde met Anne Pitcairn Robley en kreeg met haar zeven kinderen. Een van zijn kinderen werd later ook politicus.
Van 1900 tot aan zijn dood in 1923 was hij voor de conservatieven lid van het Britse Lagerhuis, op  een korte afwezigheid in 1906 wegens ziekte na.
In 1911 werd hij partijleider van de Conservative Party en bleef dit met een korte onderbreking in de periode 1921-1922 tot in 1923. Daarnaast werd hij tot in 1921 ook leider van de partij in het Lagerhuis. Hij was oppositieleider tot 1915, aangezien hij in dat jaar als minister van Koloniën aantrad in het kabinet.
Van 1916 tot 1919 was hij Chancellor of the Exchequer, de minister die verantwoordelijk is voor de Economische en Financiële zaken en Leader of the House of Commons. Dat was in het kabinet van Premier David Lloyd George. Daarna was hij van 1919 tot 1921 Lord Privy Seal, maar nam wegens gezondheidsproblemen ontslag.
In 1922 viel het kabinet van David Lloyd George. Op 23 oktober 1922 werd Andrew Bonar Law de nieuwe premier van het Verenigd Koninkrijk. Al snel werd bij hem keelkanker geconstateerd en op 22 mei 1923 moest hij afstand doen van zijn post omdat hij lichamelijk niet meer in staat was om te spreken in het parlement. Later dat jaar, in oktober 1923, stierf Andrew Bonar Law. Stanley Baldwin volgde Bonar Law op als Premier van het Verenigd Koninkrijk.

## Trivia
- Andrew Bonar Law wordt vaak de "the unknown Prime Minister" genoemd. Dat komt onder andere door een gelijknamige biografie over hem en omdat hij de kortst regerende Premier van de twintigste eeuw was.
- Hij is een van slechts drie Britse Premiers die buiten de Britse Eilanden is geboren. De andere zijn William Cavendish, geboren in het huidige België en Boris Johnson, geboren in New York.
- Een klein dorp in Canada is naar hem vernoemd: Bonarlaw.

Walpole · 
Compton · 
Pelham · 
Pelham-Holles · 
Cavendish · 
Stuart · 
G. Grenville · 
Charles Watson-Wentworth · 
Pitt de Oudere · 
FitzRoy · 
North · 
Petty · 
Cavendish-Bentinck · 
Pitt de Jongere · 
Addington · 
W.W. Grenville · 
Perceval · 
Jenkinson · 
Canning · 
Robinson · 
Wellesley · 
Grey · 
Lamb · 
Peel · 
Russell · 
Smith-Stanley · 
Hamilton-Gordon · 
Temple · 
Disraeli · 
Gladstone · 
Gascoyne-Cecil · 
Primrose · 
Balfour · 
Campbell-Bannerman · 
Asquith · 
Lloyd George · 
Law · 
Baldwin · 
MacDonald · 
Chamberlain · 
Churchill · 
Attlee · 
Eden · 
Macmillan · 
Douglas-Home · 
Wilson · 
Heath · 
Callaghan · 
Thatcher · 
Major · 
Blair · 
Brown · 
Cameron · 
May · 
Johnson · 
Truss ·
Sunak ·
Starmer
- Bibliothèque nationale de France: cb135371888 (data)
- Gemeinsame Normdatei: 117607738
- International Standard Name Identifier: 0000 0000 8222 8332
- Library of Congress Control Number: n85015032
- National Archives and Records Administration: 10569528
- Nationale Bibliotheek van Tsjechië: skuk0000771
- Nationale bibliotheek van Australië: 35503945
- Nationale Bibliotheek van Israël: 987007280017605171
- Nederlandse Thesaurus van Auteursnamen: 071864539
- SNAC: w61r76s5
- Système universitaire de documentation: 080834515
- Trove: 977046
- Virtual International Authority File: 40160275
- WorldCat: E39PBJgRTpTmkYY47bYJPtcMfq